# テラフォース
『テラフォース』(Terra Force)とは、1987年に日本物産（ニチブツ）から発売されたアーケードゲーム。
キャッチコピーは「超ド級の破壊力!ハイパーミサイル発射!」。

## 概要
プレイヤーがハイパーミサイルの発射によって、縦・横スクロールを自由に選択できる新戦略要素を持ったシューティングゲームである。全16ステージある。タイトルに『テラ』の文字があるが、『テラクレスタ』サーガに含まれない作品である。
『テラクレスタ』のような縦スクロール面と『マグマックス』のような横スクロールを切り替えてプレイする。画面は横向きだが、当時アーケードの縦スクロールSTGが横画面であることは珍しかった。
発売されてから間もなくして、ゲームの難易度に問題があるとのことから、難易度が調整された交換用ロムがメーカーからリリースされた。
開発者の藤原茂樹によると、マグマックスの2画面同時進行を今一度、もう少しちゃんとしたシューティングゲームとして作りたいと思い企画したとの事で、企画段階でのタイトル名は『23XX年（コスモレンジャー）』というタイトル名でテラクレスタシリーズを意図した作品ではなく、会社から売れた作品の名称を付けろと指示され『テラフォース』となった。自機デザインは「六神合体ゴッドマーズ」のクラッシャー隊の戦闘機をオマージュした。また、企画当初エンディングはない予定だったが、他社員からの要望と1987年当時の家庭用ゲームソフトでエンディングを付けるのが流行していたため、エンディングを付ける事になった。
日本物産は開発経費の関係もあり、売れなかった作品の基板を再利用して他の作品を制作せよと会社から指示されるが、それを繰り返すと基板が進化しなくなり、ゲーム内容が他社に比べて相対的に劣化していくという事があったと後に藤原が語ってる。この事から日本物産のアーケード基板はあまり劇的な変化は見られず、テラクレスタ基板がベースになっていて、そこに少しずつ機能が追加されていく程度だった。
また、この頃になると日本物産では、藤原以外の社員は脱衣麻雀を製作しており「麻雀のニチブツ」と言ったほうが通りがよくなっていた。これらの事から藤原は「自分はもうここ（日本物産）にいないほうがいいんじゃないかな」と思い始め、1989年に退社することになり、『テラフォース』が日本物産での藤原の最終作品となった。

## スタッフ
- ゲーム・デザイナー：藤原茂樹
- ゲーム・プログラマー：K.YAMADA、SHINYA OKUDA
- キャラクター・デザイナー：TAKANORI TANAKA、安田由紀
- タイトル・デザイナー：SHINJI KUBOTA
- サウンド・コンポーザー：吉田昇
- サウンド・プログラマー：YOSHINORI MITTA
- ハードウェア・エンジニア：ISAO SHIKI

## 移植
| No. | タイトル     | 発売日         | 対応機種                                | 開発元 | 発売元     | メディア                              | 型式 | 売上本数 | 備考 |
| --- | ------------ | -------------- | --------------------------------------- | ------ | ---------- | ------------------------------------- | ---- | -------- | ---- |
| 1   | テラフォース | 2016年11月17日 | PlayStation 4 (PlayStation Network)     | -      | ハムスター | ダウンロード (アーケードアーカイブス) | -    | -        |      |
| 2   | テラフォース | 2019年5月2日   | Nintendo Switch (ニンテンドーeショップ) | -      | ハムスター | ダウンロード (アーケードアーカイブス) | -    | -        |      |

- 『アーケードアーカイブス テラフォース』2016年11月17日 PlayStation 4、2019年5月2日 Nintendo Switch（ハムスター）

アーケードアーカイブスの1作品として配信を開始。